# Сърцето знае защо
„Сърцето знае защо“ е сингъл на българската певица Росица Кирилова от двадесетия ѝ студиен албум „Сърцето знае защо…“, издаден през 2006 година.